# Demografía de Libia
La Demografía de Libia comprende todas aquellas características demográficas de la población de este país, incluyendo la densidad poblacional, grupos étnicos, nivel educacional, salud poblacional, situación económica, creencias religiosas y otros aspectos de la población.
Desde 2014 no existe un registro de estadísticas vitales y poblacionales completo en Libia. Las estimaciones presentadas en este artículo provienen de la Revisión 2010 del World Population Prospects, que fue preparado por la División de Población del Departamento de Asuntos Económicos y Sociales de la Secretaría de las Naciones Unidas, a menos que se indique lo contrario.

## Perfil demográfico
Libia presenta una transición demográfica avanzada, desde los 70 su población crece a un ritmo moderado, ya que la gente vive más tiempo y las mujeres tienen menos hijos que sos contrapartes africanas. Las tasas de mortalidad infantil y materna se han reducido gracias a la mejora de la atención sanitaria, la nutrición, la higiene y la amplia cobertura de vacunación. Desde los 60 gracias al mayor nivel educativo de las mujeres, el mayor uso de anticonceptivos, el retraso del matrimonio y el deseo de tener familias más pequeñas la natalidad se ubica entre las menores del continente.
Libia sigue siendo un país de destino para los migrantes económicos. También es un centro de migración de tránsito hacia Europa por su proximidad al sur de Europa, los emigrantes laborales han sido atraídos a Libia desde el desarrollo de su sector petrolero en la década de 1960. Hasta finales de la década de 1990, la mayoría de los emigrantes a Libia eran árabes (principalmente egipcios y sudaneses). 
Desde 1998 con el fomento a una política Panafricana de una década de duración permitió la entrada en Libia de un gran número de emigrantes subsaharianos sin visado para trabajar en la construcción y la industria agrícola. Aunque los subsaharianos constituían una fuente de mano de obra barata.
Desde los 60 las mujeres gozan de más derechos que sus contrapartes africanas y del mundo árabe, con el establecimiento de la República Socialista el nuevo gobierno buscó combatir las estrictas restricciones sociales impuestas a las mujeres por el régimen monárquico anterior, estableciendo la Formación de Mujeres Revolucionarias para fomentar la reforma. En 1970, se introdujo una ley que afirmaba la igualdad entre hombres y mujeres y la paridad salarial. En 1971, Gaddafi apoya la creación de una Federación General de las Mujeres de Libia. En 1972, se promulgó una ley que penalizaba el matrimonio de las mujeres menores de dieciséis años y aseguraba que el consentimiento de la mujer era un requisito previo necesario para el matrimonio.
A mediados de la década de 2000, la animosidad interna hacia los inmigrantes africanos llevaron a imponer visados de entrada a los inmigrantes árabes y africanos y a acordar patrullas marítimas y repatriaciones de inmigrantes conjuntas con Italia, el principal receptor de los inmigrantes ilegales que salían de Libia. 
El sistema de bienestar libio ha experimentado una crisis desde la el comienzo de la guerra civil de 2011. Antes de 2011, la atención sanitaria, la educación  la vivienda, las pensiones por discapacidad y las prestaciones por jubilación estaban garantizadas por el Estado que había creado un estado de bienestar desde los 60 gracias a los ingresos petroleros. Desde el colapso institucional de 2011 el país entró en un anarquía que llevó al establecimiento de bandas criminales dedicadas al tráfico ilegal de inmigrantes subsahariano.
La guerra civil de 2011 redujo drásticamente la inmigración y provocó que casi 800.000 migrantes huyeran a terceros países, principalmente Túnez y Egipto, o a sus países de origen. Más de 200.000 personas se vieron desplazadas internamente en agosto de 2017 por los combates entre grupos armados en el este y el oeste de Libia y, en menor medida, por los enfrentamientos inter tribales en el sur del país. Al mismo tiempo diferentes grupos militares comenzaron una guerra civil entre ellos el Ejército Nacional Libio (LNA), grupos islamistas y yihadistas en Bengasi, junto a grupos tribales.
Las sucesivas guerras civiles han partido el país. Hay dos gobiernos. El de Trípoli, reconocido por la ONU y que cuenta con el apoyo militar de Turquía; y el de Bengazi, comandado por el general Jalifa Hafter.
La afluencia de migrantes disminuyó en 2012, a pesar de la continua hostilidad hacia los africanos subsaharianos y un mercado laboral menos atractivo. Aunque Libia ya no es un destino atractivo para los migrantes, desde 2014, los migrantes en tránsito -principalmente de África oriental y occidental- siguen aprovechando su inestabilidad política y la debilidad de los controles fronterizos y la utilizan como zona de salida principal para migrar a través del Mediterráneo central hacia Europa en número creciente. Además, desde el derrocamiento de Gaddafi el país cayó en una anarquía que ha sido aprovechada por sectores que lucran con el tráfico de personas.

## Estadísticas poblacionales

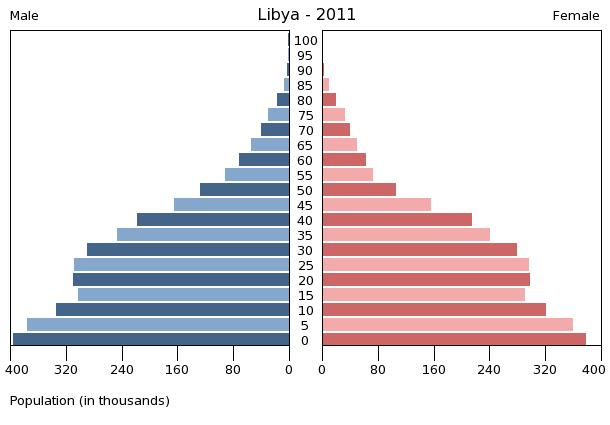
Pirámide poblacional de Libia en 2011.

La población de Libia pasó de tener cerca de un millón de habitantes -en su mayoría nómadas- al final de la Segunda Guerra Mundial, a integrar 6 597 960 habitantes en la actualidad. A pesar de haberse multiplicado por seis en este periodo, la densidad de población del país es una de las más bajas del mundo, debido a la gran extensión de su territorio; en efecto, Libia tiene una pequeña población que reside en una gran superficie geográfica; en particular, la densidad poblacional es de unos 50 habitantes por km² en las dos regiones norteñas de Tripolitania y Cirenaica, cayendo luego a menos de una persona por km² en otros lugares.
El noventa por ciento de la población vive en menos del 10% de la superficie, principalmente a lo largo de la costa. Alrededor del 88% de la población es urbana, concentrada principalmente en las cuatro ciudades más grandes del país: Trípoli, Bengasi, Misrata y Al Baida. Se estima que el treinta por ciento de la población es menor a 15 años, aunque dicha proporción ha disminuido considerablemente durante las últimas décadas.
| Año  | Población total (x 1000) | Población entre los 0 y 14 años (%) | Población entre los 15 y 64 años (%) | Población igual o mayor a 65 años (%) |
| ---- | ------------------------ | ----------------------------------- | ------------------------------------ | ------------------------------------- |
| 1950 | 6 029                    | 41.9                                | 53.4                                 | 4.7                                   |
| 1955 | 6 126                    | 43.0                                | 52.7                                 | 4.3                                   |
| 1960 | 6 349                    | 43.3                                | 52.7                                 | 4.0                                   |
| 1965 | 6 623                    | 43.4                                | 53.0                                 | 3.6                                   |
| 1970 | 6 994                    | 45.2                                | 52.1                                 | 2.7                                   |
| 1975 | 7 066                    | 46.5                                | 51.3                                 | 2.2                                   |
| 1980 | 7 193                    | 47.0                                | 50.7                                 | 2.2                                   |
| 1985 | 7 750                    | 47.3                                | 50.5                                 | 2.3                                   |
| 1990 | 7 834                    | 43.5                                | 53.9                                 | 2.6                                   |
| 1995 | 7 975                    | 38.3                                | 58.8                                 | 2.9                                   |
| 2000 | 8 231                    | 32.4                                | 64.2                                 | 3.4                                   |
| 2005 | 8 970                    | 30.6                                | 65.6                                 | 3.8                                   |
| 2010 | 9 655                    | 30.4                                | 65.3                                 | 4.3                                   |

## Estadísticas vitales
Durante los últimos 60 años la situación demográfica de Libia ha cambiado considerablemente. Desde la década de 1950, la esperanza de vida ha aumentado de manera sostenida y la tasa de mortalidad infantil ha disminuido significativamente. Como las tasas de fecundidad se mantuvieron elevadas hasta la década de 1980 (el número de nacimientos se triplicó entre 1950-55 y 1980-85), el crecimiento demográfico fue muy alto durante tres décadas. Sin embargo, a partir de 1985 un rápido descenso de la fecundidad se ha observado, pasando de más de siete hijos por mujer a comienzos de la década de 1980 a menos de 3 en el período 2005-2010. Debido a esta disminución de la fertilidad, el crecimiento poblacional se ha tornado más lento, mientras que la proporción de libios menores a 15 años ha disminuido desde el 47% existente en 1985 al 30% en 2010.

### Nacimientos y mortalidad
| Período | Nacidos vivos por año | Defunciones por año | Cambio natural por año | TBN1 | TBM1 | CN1  | TF1  | TMI1 |
| --- | --------------------- | ------------------- | ---------------------- | ---- | ---- | ---- | ---- | ---- |
| 1950–1955 | 52.000                | 24.000              | 28.000                 | 48,0 | 22,5 | 25,5 | 185  | 6,87 |
| 1955–1960 | 60.000                | 25.000              | 35.000                 | 48,5 | 19,9 | 28,6 | 170  | 6,97 |
| 1960–1965 | 73.000                | 27.000              | 46.000                 | 49,0 | 18,3 | 30,7 | 150  | 7,18 |
| 1965–1970 | 90.000                | 30.000              | 60.000                 | 49,5 | 16,8 | 32,7 | 125  | 7,48 |
| 1970–1975 | 109.000               | 33.000              | 76.000                 | 49,0 | 14,8 | 34,2 | 105  | 7,59 |
| 1975–1980 | 131.000               | 35.000              | 96.000                 | 47,3 | 12,7 | 34,6 | 68   | 7,38 |
| 1980–1985 | 158.000               | 38.000              | 120.000                | 45,6 | 10,9 | 34,7 | 50   | 7,18 |
| 1985–1990 | 123.000               | 22.000              | 101.000                | 29,9 | 5,3  | 24,6 | 38,0 | 5,65 |
| 1990–1995 | 113.000               | 20.000              | 93.000                 | 24,7 | 4,5  | 20,2 | 28,3 | 4,10 |
| 1995–2000 | 115.000               | 20.000              | 95.000                 | 23,0 | 4,0  | 19,0 | 20,5 | 3,25 |
| 2000–2005 | 134.000               | 22.000              | 112.000                | 24,3 | 4,0  | 20,3 | 17,7 | 3,00 |
| 2005–2010 | 145.000               | 24.000              | 121.000                | 24,0 | 4,0  | 20,0 | 15,0 | 2,72 |
| 1 TBN = Tasa bruta de natalidad (por 1000); TBM = Tasa bruta de mortalidad (por 1000); CN = Cambio natural (por 1000); TF = Tasa de fertilidad (número de niños/as por mujer); TMI = Tasa de mortalidad infantil por 1000 nacimientos |                       |                     |                        |      |      |      |      |      |

### Esperanza de vida al nacer
Desde la década de 1960, la esperanza de vida aumentó de forma constante y las tasas de mortalidad infantil disminuyeron.
1950-1955: 52.9 (hombres 51.9; mujeres 53.9)

1955-1960: 55.5 (hombres 54.3; mujeres 56.6)

1960-1965: 58.0 (hombres 56.7; mujeres 59.3)

1965-1970: 63.4 (hombres 59.0; mujeres 61.8)

1970-1975: 67.0 (hombres 61.4; mujeres 70.5)

1975-1980: 70.7 (hombres 66.0; mujeres 69.3)

1980-1985: 72.4 (hombres 70.6; mujeres 74.2)

1985-1990: 76.4 (hombres 74.5; mujeres 78.9)

1990-1995: 76.0 (hombres 76.9; mujeres 75.7)

1995-2000: 79.6 (hombres 79.3; mujeres 80.5)

2000-2005: 80.8 (hombres 80.5; mujeres 80.7)

2005-2010: 80.0 (hombres 79.7; mujeres 81.9)
La población libia reside en Libia un territorio situado en la costa mediterránea del norte de África, al oeste y colindante con Egipto . Trípoli es la capital del país y la ciudad con mayor población. Bengasi es la segunda ciudad más grande de Libia.

## Grupos étnicos y religiosos

### Religión
| Composición religiosa de Libia* | Composición religiosa de Libia* | Composición religiosa de Libia* | Composición religiosa de Libia* | Composición religiosa de Libia* |
| ------------------------------- | ------------------------------- | ------------------------------- | ------------------------------- | ------------------------------- |
| Religión                        | Religión                        |                                 | porcentaje                      | porcentaje                      |
| Islam                           | Islam                           |                                 | 97.3 %                          | 97.3 %                          |
| Cristianismo                    | Cristianismo                    |                                 | 0.7 %                           | 0.7 %                           |
| Otros                           | Otros                           |                                 | 2.0 %                           | 2.0 %                           |
| * Porcentajes estimados         |                                 |                                 |                                 |                                 |

La religión predominante en Libia es el Islam con el 98,5% de la población que la profesa a 2020.
 La gran mayoría de los musulmanes de este país adhieren al sunismo, que proporciona una guía espiritual a la población, y se constituye en una piedra angular de la política de gobierno; una minoría en tanto (entre el 5% y el 10%) adhieren a ibadismo (una rama del Jariyismo), sobre todo en Jebel Nafusa y en la ciudad de Zuwara, al oeste de Trípoli. Una forma libia de sufismo también es común en algunas partes del país.

### Grupos étnicos

Composición étnica de la población libia en 1974 (Mapa de la CIA).

Los nativos libios son principalmente árabes o una mezcla de éstos con etnias bereberes. Entre los residentes extranjeros por otro lado, el grupo más numeroso está constituido por ciudadanos de otros países africanos, incluyendo norteafricanos (en especial egipcios) y africanos subsaharianos. En 2011, había también un estimado de 60 000 bangladeses, 30 000 chinos y 30 000 filipinos en el país.
En Libia vive un gran número de población ilegal, que alcanza a más de un millón de personas, en su mayoría egipcios y africanos procedentes de países al sur del Sahara.  tribus y clanes diferentes, muchos de las cuales se extienden hasta Túnez, Egipto o el Chad. Solo el 15 % de la población no tiene ninguna afiliación tribal.Libia tiene una pequeña minoría italiana.

### Grupos tribales
La sociedad libia está en gran medida estructurada en líneas tribales, con más de 20 grandes grupos. Los principales son los siguientes:
- Tripolitania:  Warfalla, Tarhona, Wershifana, Al-Fwatir, Awlad Busayf, Al-Zintan, Al-Rijban.
- Cyrenaica: Al-Awagir, Al-Abaydat, Drasa, Al-Barasa, Al-Fawakhir, Al-Zuwayya, Al-Majabra.
- Syrte: Al-Qaddadfa, Al-Magarha, Al-Magharba, Al-Riyyah, Al-Haraba, Al-Zuwaid, Al-Guwaid.
- Fezzan: Al-Hutman, Al-Hassawna; Tubu, Tuareg.
- Al-Kufra: Al-Zuwayya; Tubu.